# 米爾貝格戰役
米爾貝格戰役是指在1547年4月24日時，在薩克森選侯國米爾貝格附近發生的一場戰役，也是施馬爾卡爾登戰爭的決定性戰役之一。在施馬爾卡爾登戰爭中，一方是由神聖羅馬帝國領導數位信奉天主教的諸侯，另一方則是信奉新教信義宗諸侯組成的聯盟（施馬爾卡爾登聯盟）。1547年4月24日，神聖羅馬皇帝、西班牙國王查理五世領導的神聖羅馬帝國軍隊進軍米爾貝格，並與薩克森選帝侯約翰·腓特烈一世和黑森行宮伯爵腓力一世指揮的軍隊交戰。 
憑藉著明顯的數量優勢和薩克森軍官犯下的戰術錯誤，神聖羅馬帝國軍隊決定性地擊敗新教聯盟的軍隊。施馬爾卡爾登聯盟軍隊的總司令約翰·腓特烈一世在戰役中遭到俘虜。這場戰役也是施馬爾卡爾登戰爭中規模最大的武裝衝突。隨著神聖羅馬帝國在這場戰役中取得壓倒性的勝利，施馬爾卡爾登戰爭最終宣告結束，同時造成施馬爾卡爾登聯盟的解散。 
儘管德國的宗教改革運動因為這場戰役而受到打擊，但之後仍然持續發展。其中，在大臣安托萬·佩爾諾特·德·格朗韋勒的遊說下，神聖羅馬帝國皇帝查理五世開始與新教信徒談判，並藉由簽署《奧格斯堡和約》結束內戰。其後，查理五世得以調動大部分的軍隊，在義大利戰爭中對抗法國軍隊。

## 外部連結
- 维基共享资源上的相關多媒體資源：米爾貝格戰役